# Río Leon
 (avril 2014).
Le río Leon est un fleuve de Colombie.

## Géographie
Le río Leon prend sa source sur le versant ouest de la serranía de Abibe, au nord de la cordillère Occidentale, dans le département d'Antioquia. Il coule ensuite vers le  nord-ouest avant de rejoindre la Mer des Caraïbes au niveau du golfe d'Urabá.

## Peuple indigène
Des indigènes du groupe ethnique amérindien, les Kunas (ou Cunas ou Gunas) vivent le long du río Leon.